# شبكرمة شجرية
شبكرمة شجرية (الاسم العلمي:Ampelopsis arborea) هي نوع من النباتات يتبع جنس الشبكرمة من فصيلة الكرمية.